# Налбандян, Тигран Ваанович
Тигран Ваанович Налбандян (5 июня 1975, Ереван — 28 июня 2025, Ереван) — армянский шахматист, гроссмейстер (2004).
Представлял 2-ю сборную Армении на 32-й Олимпиаде (1996) в Ереване.
Умер 28 июня 2025 года в возрасте 50 лет.

## Изменения рейтинга
| Графики недоступны из-за технических проблем. См. информацию на Фабрикаторе и на mediawiki.org. |

## Награды
- Медаль Мовсеса Хоренаци (2006)[5].
- «Серебряный крест» Союза армян России — за выдающееся достижение — победу на Всемирной шахматной Олимпиаде 2006 г. в Турине[6].